# IPad (第1世代)
iPad（アイパッド）は、Appleによって開発及び販売されたタブレット型コンピューターで、iPad シリーズの第1世代にあたる機種である。

## 概要
アメリカ時間の2010年1月27日、サンフランシスコで開かれた製品発表会で発表された。
製品としては同社が発売するポータブルメディアプレーヤーであるiPod touchや携帯電話であるiPhoneを踏襲しており、マルチタッチによる操作方法やユーザインタフェースのデザインなど多くの機能が共通化されている。さらには電子書籍の購読ができるなど、新たな機能が搭載された。
iPhoneとの相違点としては以下の点が挙げられる。
- Wi-Fi + 3Gモデルでも3G回線による音声通話、SMS、MMSが利用できない。
  - ただし音声通話に関してはSkypeなどのアプリを使うことで利用可能。
- カメラが非搭載。
- 側面のスイッチがiPhoneでは消音スイッチなのに対し、iPadではスクリーンの回転ロックスイッチになっている。
  - 2010年11月にリリースされたiOS 4.2.1では、iPhoneと統一するため、消音スイッチに仕様変更された[8]。iOS 4.3では消音と選択可能な形で回転ロックが復活した。
- オプションのiPad Camera Connection Kitを使用することで、USB及びSDカードを介することでデジタルカメラまたはiPhoneから直接画像を取り込むことが可能となり、ポータブルストレージビューアー（デジタルフォトフレーム）として利用できる。
- iPadのDockコネクタはUSBの給電規格（5V、0.5A）から外れており、付属のACアダプター（5V、2.1A）または最新のMacのハイパワーUSBポート（5V、1.1A）では充電可能だが、それ以外のパソコンのUSBポートやACアダプター（iPhoneのACアダプターも含む。）ではiPadの電源が入った状態では充電できず、スリープモードでのみ時間がかかるが充電が可能となる。

Wi-Fi（無線LAN）のみのA1219と、Wi-Fiと携帯電話事業者が提供する通信網である第3世代移動通信システム(3G)の機能を搭載したA1337の2種類がある。
また、表記は、スペースやハイフンがなく、pのみが大文字である「iPad」が公式商品名である。

## 沿革
- 2010年1月28日（米国時間）  サンフランシスコで開かれた製品発表会で発表。
- 2010年3月12日
  - 米国のApple Storeで予約受付が開始される。
  - FCCによるA1219の認証(ID:BCG-E2381A)およびA1337の認証(ID:BCG-E2328A)
- 2010年3月22日
  - A1219のCETECOM ICT Service GmbH(CETECOM)による技術基準適合証明の工事設計認証（工事設計認証番号202WW10566772、202WW1056774、202GZ10566772、202XW10566772、202YW10566772）
  - A1337のCETECOMによる技術基準適合認定の設計認証（設計認証番号AD10-0003202）
  - A1337のCETECOMによる技術基準適合証明の工事設計認証（工事設計認証番号202XY10566771、202MW10566771、202WW10566771、202WW10566773、202WW10566773、202GZ10566771、202XW10566771、202YW10566771）
- 2010年4月3日　 米国でWi-Fiモデル(A1219)の販売が開始される。米国のみの発売初日で30万台の販売[9]。ダウンロードされたiPadアプリは100万本、iBooks Storeからダウンロードされた電子書籍は25万冊を記録。
- 2010年4月8日　 米国で累計45万台のセールスを記録（1日3万台）[10]。ダウンロードされたiPadアプリは350万本、iBooks Storeからダウンロードされた電子書籍は60万冊を記録。
- 2010年4月30日　米国でWi-Fi+3Gモデル(A1337)の販売が開始される。
- 2010年5月7日　 日本及び、オーストラリア、カナダ、フランス、ドイツ、イタリア、スペイン、スイス、英国で5月28日販売開始[2]と発表。当初は4月下旬の発売を予定していたが、米国での想定外の売れ行きで生産が追いつかなくなったことを理由に延期となった[11]。
- 2010年5月8日　 ソフトバンクモバイルが日本でのiPadの販売をすることを発表[12]。合わせてWi-Fiモデル(A1219)およびWi-Fi+3Gモデル(A1337)の両方とも提供することや料金プラン、端末代を発表。
- 2010年5月28日　日本、オーストラリア、カナダ、フランス、ドイツ、イタリア、スペイン、スイス、英国でWi-FiモデルおよびWi-Fi+3Gモデルの販売を開始。
- 2012年9月19日 iOS 6.0がリリースされ、このバージョンでサポートされなくなる。
- 2016年 iOS 5.1.1以前のAppも対象外となり、すべてのAppのインストールができなくなる。

## 価格
アメリカ合衆国での価格（円換算価格は第1世代販売開始の2010年4月のレート「US$1=¥94」で計算している。）
| モデル          | 16 GB             | 32 GB             | 64 GB             |
| --------------- | ----------------- | ----------------- | ----------------- |
| iPad Wi-Fi      | US$499（¥46,906） | US$599（¥56,306） | US$699（¥65,706） |
| iPad Wi-Fi + 3G | US$629（¥59,126） | US$729（¥68,526） | US$829（¥77,926） |

日本での価格（Apple Storeに基づく。）
| モデル名               | iPad Wi-Fi | iPad Wi-Fi | iPad Wi-Fi | iPad Wi-Fi + 3G（プリペイドプラン） | iPad Wi-Fi + 3G（プリペイドプラン） | iPad Wi-Fi + 3G（プリペイドプラン） |
| フラッシュメモリの容量 | 16 GB      | 32 GB      | 64 GB      | 16 GB                               | 32 GB                               | 64 GB                               |
| 一括販売時の価格       | ¥48,800    | ¥58,800    | ¥68,800    | ¥61,800                             | ¥71,800                             | ¥81,800                             |
| 月額分割支払金(24回)   | ¥2,220     | ¥2,640     | ¥3,050     | ¥2,760                              | ¥3,180                              | ¥3,590                              |
| 分割支払い時の総額     | ¥53,280    | ¥63,360    | ¥73,200    | ¥66,240                             | ¥76,320                             | ¥86,160                             |

## その他
日本国外で販売されているiPadを日本国内で使用することは、技術基準適合証明を受けている（技適マークがある。）か、技術基準と同等である外国の基準に適合していると認められるもの

が国外でローミングの手続きを受けていなければならない。これに違反すると電波法第4条に規定する無線局の不法開設となり、第110条の罰則の対象となる。
日本での販売前は、技適マークのあるものが存在せず
所管大臣である原口一博総務大臣（当時）がこれを知らずに米国版iPadを使用して議論を呼んだ。

2010年4月28日の総務省令改正（同日施行）

により、技適マークは画面に表示することでもよいこととなっていたが、Apple側の対応が遅れ、2010年11月に配布開始されたiOS 4.2.1にアップデートすることで、ようやくこの問題は解決された。

## iPadモデルの変遷
（横スクロールできる画像です）